# Trimethylfosfiet
Trimethylfosfiet is een organische verbinding met als brutoformule C3H9O3P. De zuivere stof komt voor als een kleurloze vloeistof met prikkelende geur, die snel hydrolyseert in water. Trimethylfosfiet is een ester van fosforigzuur. Het is opgebouwd uit een centraal fosforatoom dat verbonden is met drie methoxygroepen.

## Synthese
Trimethylfosfiet wordt bereid door de reactie van fosfortrichloride met methanol:
Het reactiemengsel moet gekoeld worden omdat de reactie erg exotherm is. Ze wordt gewoonlijk uitgevoerd in aanwezigheid van een base als ammoniak of een amine, om het gevormde waterstofchloride om te zetten in een zout.
Een andere mogelijk is de transesterificatie van trifenylfosfiet met methanol tot trimethylfosfiet en fenol.

## Toepassingen
Trimethylfosfiet is een reactieve verbinding. Ze kan bijvoorbeeld gebruikt worden in de Michaelis-Arboezov-reactie voor de vorming van dimethylesters van fosfonzuur:
Met methylbromide kan alzo dimethylmethylfosfonaat geproduceerd worden, dat toegepast wordt als vlamvertrager.
Trimethylfosfiet kan men ook aanwenden in de Perkow-reactie voor de vorming van vinylfosfaten:
De reactie van chloraal met trimethylfosfiet levert op deze manier het insecticide dichloorvos, dat sedert 2007 echter niet meer toegelaten is in de Europese Unie.
Trimethylfosfiet wordt ook gebruikt als methylerings- en fosforyleringsmiddel, vooral bij de synthese van insecticiden en herbiciden. Net zoals de meeste andere fosfanen en fosfietesters is trimethylfosfiet gevoelig voor oxidatie (door aanwezigheid van een vrij elektronenpaar op fosfor): het wordt gemakkelijk geoxideerd tot trimethylfosfaat.

## Toxicologie en veiligheid
Trimethylfosfiet is een licht ontvlambare vloeistof. Ze ontleedt heftig bij contact met water en bij verhitting boven ca. 200 °C. Daarbij ontstaan onder andere methanol, dimethylfosfiet en fosforigzuur, waardoor gevaar voor brand of explosie ontstaat. Trimethylfosfiet vormt explosieve damp-lucht-mengsels; de onderste en bovenste explosiegrens is respectievelijk 5,2 en 61,2 volumepercent in lucht. Ze reageert heftig met oxidatiemiddelen zoals magnesiumperchloraat, met kans op brand of explosie.
De stof werkt corrosief op de ogen. De damp is irriterend voor de ogen, de huid en de bovenste luchtwegen.